# Tournoi de tennis de Guildford
Le tournoi de Guildford (Surrey, Angleterre) est un tournoi de tennis féminin du circuit professionnel WTA.
La dernière édition de l'épreuve date de 1978.

## Palmarès

### Simple
| No | Date       | Nom et lieu du tournoi                        | Catégorie | Dotation | Surface      | Vainqueure           | Finaliste            | Score    |         |
| -- | ---------- | --------------------------------------------- | --------- | -------- | ------------ | -------------------- | -------------------- | -------- | ------- |
| 1  | 06-05-1968 | Surrey Hard Court Championships, Guildford    |           | NC       | Terre (ext.) | Shirley Bloomer      | Robin Blakelock      | Partage  |         |
| 2  | 05-05-1969 | Surrey Hard Court Championships, Guildford    |           | NC       | Terre (ext.) | Kerry Melville       | Margaret Smith Court | 6-3, 7-5 | Tableau |
| 3  | 04-05-1970 | Rothmans Surrey Hard Court Champ’s, Guildford |           | NC       | Terre (ext.) | Margaret Smith Court | Patti Hogan          | 6-4, 6-2 | Tableau |
| 4  | 15-05-1972 | Rothmans Surrey Hard Court Champ’s, Guildford |           | NC       | Terre (ext.) | Evonne Goolagong     | Joyce Barclay        | 7-5, 6-2 | Tableau |
| 5  | 14-05-1973 | Rothmans Surrey Hard Court Champ’s, Guildford |           | NC       | Terre (ext.) | Dianne Fromholtz     | Kazuko Sawamatsu     | 7-5, 6-3 |         |

### Double
| No | Date       | Nom et lieu du tournoi                       | Catégorie | Dotation | Surface      | Vainqueures                             | Finalistes                       | Score         |         |
| -- | ---------- | -------------------------------------------- | --------- | -------- | ------------ | --------------------------------------- | -------------------------------- | ------------- | ------- |
| 1  | 06-05-1968 | Surrey Hard Court Championships Guildford    |           | NC       | Terre (ext.) | NC                                      | NC                               | NC            |         |
| 2  | 05-05-1969 | Surrey Hard Court Championships Guildford    |           | NC       | Terre (ext.) | Elizabeth James Maryna Godwin           | Margaret Smith Court Judy Tegart | default       | Tableau |
| 3  | 04-05-1970 | Rothmans Surrey Hard Court Champ’s Guildford |           | NC       | Terre (ext.) | Margaret Smith Court Judy Tegart-Dalton | Karen Krantzcke Pat Walkden      | 6-0, 7-9, 6-4 | Tableau |
| 4  | 15-05-1972 | Rothmans Surrey Hard Court Champ’s Guildford |           | NC       | Terre (ext.) | Evonne Goolagong Helen Gourlay          | Winnie Shaw Joyce Barclay        | 6-2, 6-1      | Tableau |
| 5  | 14-05-1973 | Rothmans Surrey Hard Court Champ’s Guildford |           | NC       | Terre (ext.) | Patti Hogan Sharon Walsh                | Lesley Charles Glynis Coles      | Partage       |         |

### Double mixte
| No | Date       | Nom et lieu du tournoi                       | Catégorie | Dotation | Surface      | Vainqueures                      | Finalistes                 | Score    |         |
| -- | ---------- | -------------------------------------------- | --------- | -------- | ------------ | -------------------------------- | -------------------------- | -------- | ------- |
| 1  | 04-05-1970 | Rothmans Surrey Hard Court Champ’s Guildford |           | NC       | Terre (ext.) | Judy Tegart-Dalton Geoff Masters | Pat Walkden Keith Diepraam | 6-3, 6-3 | Tableau |